# Örjan Ramberg
Ralf Örjan Valter Rahmberg (født 26. februar 1948 i Göteborg) er en svensk skuespiller. Han blev uddannet på Teaterhögskolan i Malmö fra 1974 til 1977.
Ramberg blev i 2002 nomieret til en Guldbagge for sin rolle i Puder (2001), der er skrevet og instrueret af Marie-Louise Ekman.

## Privatliv
Han har tidligere dannet par med skuespillerinden Lena Olin.

## Udvalgt filmografi
- Jack (1977)
- Chez Nous (1978)
- Høstmanøvren (1979)
- Svindlande affärer (1985)
- Falsk som vand (1985)
- Stilleben (1985)
- Elsk mig (1986)
- Idag röd (tv-film, 1987)
- Karlsvognen (1992)
- Stockholm Marathon (1994)
- Detta har hänt (tv-serie, 1997)
- Puder (2001)
- Nedtælling (2001)
- Paradiset (2003)
- Den enskilde medborgaren (2006)
- Häxdansen (tv-serie, 2008)
- Wallander (tv-serie, 2009)
- Solsidan (tv-serie, 2010-2013)